# Дуло (династія)

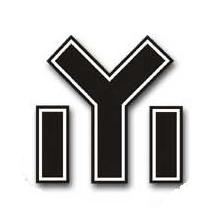
Символіка IYI, яка, за припущеннями, належить роду Дуло.

Дуло (тюркс. Дулу — «скажений») — правляча династія групи племен на теренах сучасної України та у Великій Булгарії в 7—8 ст.

## Походження династії
Рід Дуло — один зі шляхетних родів степових народів, які проживали на території Північного Причорномор'я та Великого Степу (територія сучасної України).
У 631 році Кубрат засновує в Причорноморських степах та на Кубані державу і продовжує династію булгарських каганів роду Дуло. Це відбулося після того, як його дядько Органу-Моходу розгромив нушібійців та хазар і цим допоміг Кубрату.
Династія так названа, ймовірно, тому, що його батько не належав до роду тюркютських каганів царського дому Ашіна, а походив з інших племен.
В «Іменнику булгарських каганів» Авітохол (Аттіла) та Ірнік теж відносяться до роду Дуло, що вказує на тенденцію пов'язувати булгарських каганів VII століття з уславленими гунськими вождями V століття. 
Деякі джерела відносять до роду Дуло вождя племен кутрігур Безмера, який відійшов під авар, та був старшим сином Кубрата. Безмер правив 3 роки після Кубрата «по той бік Дунаю» (за Іменником), тобто в Північному Причорномор'ї. 
Міжусобиця всередині Західного тюркського каганату між племінними союзами Дулу і Нушібі дозволила Кубрату зберегти, створене ним у цей час Болгарське ханство, очолюване династією Дуло. 
Аспарух, другий син Кубрата, засновує Слов'яно-булгарське ханство (Дунайську Болгарію), яке вважається першою державою сучасної Болгарії. 
Зі смертю хана Севара в 753 році рід Дуло припинив існування.

## Представники династії
- Аттіла
- Ернак
- Безмер

## Правителі Болгарії з династії Дуло[1]
- Кубрат
- Аспарух
- Тервел
- Кормесій
- Севар